# Amir Katz
Amir Katz (* 9. Mai 1973 in Ramat Gan in Israel) ist ein israelischer Pianist.

## Leben
Amir Katz begann erst mit 11 Jahren Klavier zu spielen. Seine erste Lehrerin Hanna Shalgi entdeckte sein Talent und förderte seine Karriere. So war Katz bereits als 15-Jähriger mit dem Haifa Symphony Orchestra und mit dem Israel Chamber Orchestra zu hören.
Er gewann 1993 seinen ersten internationalen Wettbewerb, den Maria Canals Wettbewerb in Barcelona. Weitere Siege folgten beim Robert Casadesus Wettbewerb in Cleveland und beim Viotti Valsesia Wettbewerb in Italien. Ausgestattet mit Stipendien der America-Israel Cultural Foundation, setzte er seine Ausbildung in Europa fort, unter anderem bei Sulamita Aronovsky in London. Später wechselte er mit Unterstützung des Deutschen Akademischen Austauschdienstes nach München, wo er bei Elisso Wirsaladse studierte. An der International Piano Foundation am Comer See erhielt er von Leon Fleisher, Karl Ulrich Schnabel und Murray Perahia Unterricht. 2003 gewann Katz den Schubert-Wettbewerb in Dortmund.
Mittlerweile wird Amir Katz weltweit von Orchestern und Festivals zu Konzerten eingeladen. Er tritt in den bedeutendsten Sälen Europas, Asiens und der USA auf, so im Théâtre du Châtelet in Paris, dem Rudolfinum in Prag, der Tonhalle Zürich, der Philharmonie in Berlin, und dem Lincoln Center New York. Zudem konzertierte er bei internationalen Musikfestivals, etwa beim Savannah Music Festival, dem Festival de Radio France et Montpellier, sowie dem Oleg Kagan Musikfest Kreuth. Regelmäßig werden seine Konzerte für Rundfunk und Fernsehen mitgeschnitten. Mehrfach spielte Amir Katz mit dem Orquestra Sinfònica de Barcelona, der Israel Camerata, dem Jerusalem Symphony Orchestra, der Chamber Symphony of Princeton, dem Orchestre National de Lille, den Dortmunder Philharmonikern, der Deutschen Kammerphilharmonie Bremen, dem Prager Kammerorchester, dem Israel Philharmonic Orchestra und den Münchner Philharmonikern.
In vier großen, weltweit aufgeführten Zyklen interpretierte er sämtliche Sonaten und Impromptus von Franz Schubert, die 48 „Lieder ohne Worte“ von Felix Mendelssohn Bartholdy sowie Frédéric Chopins 21 Nocturnes.
Amir Katz spielte diverse CDs für die Label Live Classics, OehmsClassics und Sony Classical ein. Seine bei Live Classics erschienene Doppel-CD mit Felix Mendelssohns „Liedern ohne Worte“ wählte das Fachmagazin für klassische Musik „crescendo“ in seiner Sommerausgabe 2009 zur besten CD der letzten Monate. Anlässlich seines Debüts beim Miami Piano Festival mit Frédéric Chopins 21 Nocturnes rezensierte der Miami Herald im April 2011: „In der Tat scheint Katz den gesamten Zyklus als ein großes Drama zu begreifen, eine Reise durch Freude, Schönheit und Verzweiflung. Katz zeigte einen beeindruckenden Sinn für künstlerischen Wagemut, furchtlos lenkte er die Musik an bestehenden künstlerischen Konventionen vorbei. Ein Großteil des Zyklus entwickelte sich frisch und bewegend – eine bemerkenswerte künstlerische Leistung.“

## Diskografie (Auswahl)
- Franz Schubert: Piano sonatas D 845 & 958. Sony BMG Music Entertainment (München 2006)
- Felix Mendelssohn Bartholdy: Lieder ohne Worte. Elisabeth Michel-Beyerle (München 2009)
- Frédéric Chopin: 21 nocturnes. OehmsClassics Musikproduktion (München 2010)
- Johannes Brahms: Clarinet sonata op. 120 no. 2. Andreas von Imhoff (Köln 2012)
- Frédéric Chopin: 4 ballades. OehmsClassics Musikproduktion (München 2012)
- Robert Schumann / Heinrich Wilhelm Ernst: Thoughts. OehmsClassics in Co-Production mit dem RBB (2014)
- Franz Schubert: Die schöne Müllerin. Orfeo (München 2015)
- Franz Schubert: 8 impromptus. Orfeo (München 2016)
- Frédéric Chopin: Etudes Auswahl. ORFEO International Music GmbH (München 2017)
- Franz Liszt: Hommage à Liszt ORFEO International Music GmbH (München 2020)